# Язакски манастир
Манастир „Язак“ (на сръбски: Манастир Јазак) е един от фрушкогорските манастири в Сърбия.

## История
Основан е през 1736 г. в равнинния край на малка котловина, между две поляни, на южния склон на Фрушка гора, в участък, известен като Градац. Манастирският комплекс се състои от църква с камбанария, заобиколена от три страни с постройки, а от четвъртата страна има стена и засводен вход към манастирската порта. В средата на портата е манастирската църква с триетажна камбанария.
Непосредствено до манастира, по пътя за село Язак, има манастирски прнявор, а на около два километра, северно от манастира, се намират останките от манастира Стари язък, който според преданието , е основан от Св. Деспот Йован Бранкович, по-малък син на Св. Стефан Слепи и Св. Майката на Анджелина. Той беше посветен на Въведение Богородично (4 декември). Първите писмени сведения са от 1522 г. Споменава се в ръкописа Триод, преписан от язагския монах Лаврентий.
Като се има предвид, че няма запазени свидетелства за манастира от 17 век, се предполага, че той е бил изоставен до Великото преселение на сърбите през 1690 г. Така през 1705 г. мощите на император Урош са пренесени от Неродимле, поради което манастирът се радва на голяма репутация. През 1736 г., по времето на митрополит Виченти Йованович, е взето решение да се построи нова църква Св. Троица в бароков стил, който е осветен през юни 1758 г. от митрополит Павле Ненадович и в него е пренесен инвентарът на стария манастир.
След това Стари Язак е превърнат в женски манастир, който е изместен от заповедта на Мария Терезия през 1773 г. за намаляването на манастирите и бързо се превръща в руини, които все още стоят на същото място днес. В новата църква от 1759 до 1769 г. е изработен иконостас с 58 икони, дело на Димитрие Бачевич и неговите помощници Теодор Крачун и Димитрие Попович. Тъй като вътрешността на църквата е била само изписана дълго време, през 1899 г. художникът Павле Чортанович (1830-1903) рисува стенописи с маслени бои с отделни фигури от националния и общия християнски пантеон на светците.
Манастирът е женски и има 11 монахини, ръководени от игумения Параскева Драпшин от 20 ноември 1990 година.